# 穆兰区
穆兰区（法語：Arrondissement de Moulins）是法国阿列省所辖的一个区。总面积2957.9平方公里，总人口106036，人口密度36人/平方公里（2017年）。主要城镇为穆兰。

## 辖区
穆兰区辖有109个市镇。